# Jack Oakie
Jack Oakie (ur. 12 listopada 1903, zm. 23 stycznia 1978) – amerykański aktor filmowy i telewizyjny.

## Filmografia
seriale
- 1948: Studio One jako Frank Rey
- 1957: The Real McCoys jako 'Rightly' Ralph McCoy
- 1965: Kilroy jako Joe Kelsey

film
- 1924: Classmates jako Bit Part
- 1929: Noce w chińskiej dzielnicy jako reporter
- 1932: Gdybym miał milion jako Mulligan
- 1933:  Alicja w Krainie Czarów jako Tweedle Dum
- 1934: W poszukiwaniu kłopotów jako Casey
- 1940: Dyktator jako Napaloni, dyktator Bakterii
- 1946: She Wrote the Book jako Jerry Marlowe
- 1949: Złodziejski trakt jako Slob
- 1961: Kochanku wróć jako J. Paxton Miller

## Nagrody i nominacje
Za rolę Napaloniego, dyktatora Bakterii został nominowany do Oscara.